# Eléonor dit Léo de Plan de Sieyes
Charles Eléonor François de Plan de Sieyes dit Léo de Sieyes, est un homme politique français né le 8 novembre 1812 à Valence (Drôme) et mort le 29 avril 1883 à Fontainebleau (Seine-et-Marne).
Il est le fils de François Frédéric de Plan, marquis de Sieyes, contre-amiral, chevalier de la Légion d'honneur, chevalier de Saint-Louis, maire de Valence du 27 juillet 1815 au 16 octobre 1816, président du conseil général de la Drôme et de Mélanie de Montrond. 

## Carrière
Officier de marine au service de la Sardaigne, il est député de la Drôme de 1843 à 1848, siégeant dans l'opposition légitimiste.

## En savoir plus